# Primera División 1996-1997 (Spagna)
La Primera División 1996-1997 è stata la 66ª edizione della massima serie del campionato spagnolo di calcio, disputato tra il 31 agosto 1996 e il 21 giugno 1997 e concluso con la vittoria del Real Madrid, al suo ventisettesimo titolo.
Capocannoniere del torneo è stato Ronaldo (Barcellona) con 34 reti.

## Stagione

### Novità
In ottica di un ritorno a 20 squadre partecipanti per la stagione successiva, la Federazione decise di aumentare a quattro le retrocessioni dirette in Segunda División più la perdente di uno spareggio interdivisionale tra la 18ª classificata e la 3ª classificata del campionato cadetto.
Novità ci furono anche per i piazzamenti che qualificavano per le coppe europee. Il vento di rinnovamento che stava coinvolgendo il formato della UEFA Champions League fece sì che le migliori 8 federazioni calcistiche europee, tra le quali rientrava quella spagnola, potessero qualificare una seconda squadra alla massima competizione per club europea. Ciò si ripercosse anche sui posti disponibili per la Coppa UEFA, che passarono da tre a quattro.

## Classifica finale
|       | Pos. | Squadra             | Pt | G  | V  | N  | P  | GF  | GS | DR  |
| ----- | ---- | ------------------- | -- | -- | -- | -- | -- | --- | -- | --- |
|       | 1.   | Real Madrid         | 92 | 42 | 27 | 11 | 4  | 85  | 36 | +49 |
|       | 2.   | Barcellona          | 90 | 42 | 28 | 6  | 8  | 102 | 48 | +54 |
|       | 3.   | Deportivo La Coruña | 77 | 42 | 21 | 14 | 7  | 57  | 30 | +27 |
| [ 2 ] | 4.   | Real Betis          | 77 | 42 | 21 | 14 | 7  | 81  | 46 | +35 |
|       | 5.   | Atlético Madrid     | 71 | 42 | 20 | 11 | 11 | 76  | 64 | +12 |
|       | 6.   | Athletic Bilbao     | 64 | 42 | 16 | 16 | 10 | 72  | 57 | +15 |
|       | 7.   | Real Valladolid     | 64 | 42 | 18 | 10 | 14 | 57  | 46 | +11 |
|       | 8.   | Real Sociedad       | 63 | 42 | 18 | 9  | 15 | 50  | 47 | +3  |
|       | 9.   | Tenerife            | 56 | 42 | 15 | 11 | 16 | 69  | 57 | +12 |
|       | 10.  | Valencia            | 56 | 42 | 15 | 11 | 16 | 63  | 59 | +4  |
|       | 11.  | Compostela          | 53 | 42 | 13 | 14 | 15 | 52  | 65 | -13 |
|       | 12.  | Espanyol            | 51 | 42 | 14 | 9  | 19 | 51  | 57 | -6  |
|       | 13.  | Racing Santander    | 50 | 42 | 11 | 17 | 14 | 52  | 54 | -2  |
|       | 14.  | Real Saragozza      | 50 | 42 | 12 | 14 | 16 | 58  | 66 | -8  |
|       | 15.  | Sporting Gijón      | 50 | 42 | 13 | 11 | 18 | 45  | 63 | -18 |
|       | 16.  | Celta Vigo          | 49 | 42 | 12 | 13 | 17 | 51  | 54 | -3  |
|       | 17.  | Real Oviedo         | 48 | 42 | 12 | 12 | 18 | 49  | 65 | -16 |
|       | 18.  | Rayo Vallecano      | 45 | 42 | 13 | 6  | 23 | 43  | 62 | -19 |
|       | 19.  | Extremadura         | 44 | 42 | 11 | 11 | 20 | 35  | 64 | -29 |
|       | 20.  | Siviglia            | 43 | 42 | 12 | 7  | 23 | 50  | 69 | -19 |
|       | 21.  | Hércules            | 41 | 42 | 12 | 5  | 25 | 40  | 77 | -37 |
|       | 22.  | CD Logroñés         | 33 | 42 | 9  | 6  | 27 | 33  | 85 | -52 |

Legenda:
      Campione di Spagna ed ammessa alla fase a gironi UEFA Champions League 1997-1998.
      Ammessa al secondo turno di qualificazione della UEFA Champions League 1997-1998.
      Ammesse alla Coppa delle Coppe 1997-1998.
      Ammesse alla Coppa UEFA 1997-1998.
  Partecipa allo spareggio interdivisionale.
      Retrocesse in Segunda División 1997-1998.
Regolamento:
Tre punti a vittoria, uno a pareggio, zero a sconfitta.
In caso di arrivo di due o più squadre a pari punti, la graduatoria verrà stilata secondo la classifica avulsa tra le squadre interessate che prevede, in ordine, i seguenti criteri:
- Punti negli scontri diretti.
- Differenza reti negli scontri diretti.
- Differenza reti generale.
- Reti realizzate in generale.

## Spareggi

### Spareggi interdivisionali
|                | Risultati |                | Luogo e data                     |
| -------------- | --------- | -------------- | -------------------------------- |
| Maiorca        | 1-0       | Rayo Vallecano | Palma de Maiorca, 25 giugno 1997 |
| Rayo Vallecano | 2-1 (gfc) | Maiorca        | Madrid, 29 giugno 1997           |
|                |           |                |                                  |

## Statistiche

### Squadre

#### Capoliste solitarie
|    | —— | —— | —— | ——  | —— | ——         | ——         | ——         | ——         | ——         | ——         | ——         | ——          | ——          | ——          | ——          | ——          | ——          | ——          | ——          | ——          | ——          | ——          | ——          | ——          | ——          | ——          | ——          | ——          | ——          | ——          | ——          | ——          | ——          | ——          | ——          | ——          | ——          | ——          | ——          | ——          | —— |  |
|    |    |    |    | Bar |    | Barcellona | Barcellona | Barcellona | Barcellona | Barcellona | Barcellona | Barcellona | Real Madrid | Real Madrid | Real Madrid | Real Madrid | Real Madrid | Real Madrid | Real Madrid | Real Madrid | Real Madrid | Real Madrid | Real Madrid | Real Madrid | Real Madrid | Real Madrid | Real Madrid | Real Madrid | Real Madrid | Real Madrid | Real Madrid | Real Madrid | Real Madrid | Real Madrid | Real Madrid | Real Madrid | Real Madrid | Real Madrid | Real Madrid | Real Madrid | Real Madrid |    |  |
|    |    |    |    |     |    |            |            |            |            |            |            |            |             |             |             |             |             |             |             |             |             |             |             |             |             |             |             |             |             |             |             |             |             |             |             |             |             |             |             |             |             |    |  |
|    |    |    |    |     |    |            |            |            |            |            |            |            |             |             |             |             |             |             |             |             |             |             |             |             |             |             |             |             |             |             |             |             |             |             |             |             |             |             |             |             |             |    |  |
| 1ª | 2ª | 3ª | 4ª | 5ª  | 6ª | 7ª         | 8ª         | 9ª         | 10ª        | 11ª        | 12ª        | 13ª        | 14ª         | 15ª         | 16ª         | 17ª         | 18ª         | 19ª         | 20ª         | 21ª         | 22ª         | 23ª         | 24ª         | 25ª         | 26ª         | 27ª         | 28ª         | 29ª         | 30ª         | 31ª         | 32ª         | 33ª         | 34ª         | 35ª         | 36ª         | 37ª         | 38ª         | 39ª         | 40ª         | 41ª         | 42ª         |    |  |

#### Primati stagionali
- Maggior numero di vittorie: Barcellona (28)
- Minor numero di sconfitte: Real Madrid (4)
- Migliore attacco: Barcellona (102 reti segnate)
- Miglior difesa: Deportivo La Coruña (30 reti subite)
- Miglior differenza reti: Barcellona (+54)
- Maggior numero di pareggi: Racing Santander (17)
- Minor numero di pareggi: Hércules (5)
- Maggior numero di sconfitte: CD Logroñés (27)
- Minor numero di vittorie: CD Logroñés (9)
- Peggior attacco: CD Logroñés (33 reti segnate)
- Peggior difesa: CD Logroñés (85 reti subite)
- Peggior differenza reti: CD Logroñés (-52)

### Individuali

#### Classifica marcatori
| Gol |  |  | Giocatore              | Squadra             |
| --- |  |  | ---------------------- | ------------------- |
| 34  |  |  | Ronaldo                | Barcellona          |
| 25  |  |  | Alfonso Pérez          | Betis               |
| 24  |  |  | Davor Šuker            | Real Madrid         |
| 21  |  |  | Raúl                   | Real Madrid         |
| 21  |  |  | Rivaldo                | Deportivo La Coruña |
| 20  |  |  | Oliverio Jesús Álvarez | Real Oviedo         |
| 17  |  |  | José Ángel Ziganda     | Athletic Bilbao     |
| 17  |  |  | Luis Enrique           | Barcellona          |
| 17  |  |  | Christopher Ohen       | Compostela          |
| 16  |  |  | Ismael Urzaiz          | Athletic Bilbao     |